# خضركندي (بزكش)
خضركندي (بالفارسية: خضرکندی) هي منطقة سكنية تقع في إيران في قسم بزكش الریفي.